# الفحص الزائد
الفحص الزائد (ويُطلق عليه أيضًا الفحص بلا ضرورة) هو إجراء الفحص الطبي دون وجود أي مؤشر طبي لضرورة القيام بالفحص.
الفحص هو اختبار طبي يقوم به الشخص السليم الذي لا يعاني من أي أعراض مرضية، ويتم إجراءه للكشف عن وجود مرض حتى يستعد الشخص لعلاجه. يقوم بالفحص الأشخاص الذين لديهم قابلية أكثر للإصابة بالأمراض، وليس الأشخاص غير المعرضين للإصابة بالأمراض. الفحص الزائد هو نوع من الرعاية الصحية غير الضرورية.
يمثل الفحص الزائد مشكلة وذلك لأنه قد يؤدي إلى تعرض الشخص السليم لعلاج إضافي خطر أو مؤذي وذلك إذا قام الشخص السليم بفحص لا ينبغي القيام به وكانت نتيجة الفحص خاطئة. كما أنه يسبب التوتر بلا داعي للشخص الذي يقوم بالفحص بالإضافة إلى التكاليف المالية التي يدفعها الشخص بلا داعي.
هناك قاعدة عامة بأنه يتم فحص الأشخاص للكشف عن وجود حالة طبية فقط في حالة وجود سبب يستدعي ذلك، وطبقًا للدليل الإرشادي الطبي فإن توصيّات الفحص مبنية على التاريخ الطبي للشخص أو على الفحص البدني.
ينشأ الجدل والنقاش عند ظهور إرشادات طبية جديدة تغير من توصيّات الفحص.

## تعريف الفحص الزائد
الفحص هو نوع من الاختبار الطبي الذي يتم إجراؤه على الأشخاص السليمة الذين لا تظهر عليهم أي أعراض تدل على حالة مرضية. تكون الفحوصات صحيحة عندما يتم إجراؤها على شخص معرض بدرجة كبيرة للإصابة بحالة طبية، وتكون غير صحيحة عندما يتم إجراؤها على شخص غير معرض بدرجة كبيرة للإصابة.
قد يكون هناك نقاش حول متى تكون الخطورة كبيرة وكافية لتستحق التوصية بإجراء الفحص، ولكن في النقاشات حول الفحص الزائد لا تكون درجة الخطورة هي السبب. يكون الفحص زائد دائمًا عندما يقوم الشخص بالفحص بشكل روتيني ودون الأخذ في الاعتبار خطورة وجود حالة طبية.
واحد من الاستخدامات المبكرة لمصطلح الفحص الزائد ليعبر عن الفحص بلا ضرورة كان في عام 1992 في سياق الكشف عن سرطان عنق الرحم.
تم استخدام مصطلح الفحص الزائد في ورقة بحثية عام 1979 بمعنى «نتيجة إيجابية خاطئة لفحص».

## أسباب الفحص الزائد
مثل أسباب الرعاية الصحية غير الضرورية
المقال الرئيسي: رعاية صحية غير ضرورية
الفحص الزائد هو نوع من الرعاية الصحية غير الضرورية؛ لذلك أسباب الرعاية الصحية غير الضرورية هي ذاتها أسباب الفحص الزائد. بعض الأسباب تشمل، التحيزات المالية للأطباء لكي يقوموا بالتوصية بالمزيد من العلاج في أنظمة الرعاية الصحية مستخدمين ممارسات مثل دفع الرسوم مقابل الخدمات، إحالة الطبيب الحالات لنفسه، وممارسة الأطباء للطب الدفاعي.

### هوس الفحص
بمرور الوقت، أصبحت التوصيّات لإجراء الفحوصات للناس أقل خطورة عما كانت في الماضي.
المبادئ التوجيهية لممارسات الطب السريري تنصح الأطباء بإجراء الفحوصات مبكرًا للكشف عن وجود الأمراض. وقد أُعتبر أن اللجان التوجيهية لا تُجري تحليل فعالية التكلفة بشكل مناسب، أو تأخذ في الاعتبار تكلفة الفرصة البديلة، أو تقيم المخاطر التي قد تحدث للمرضى عند توسيع نطاق التوصيّات لإجراء الفحص.

### هوس التشخيص
مع مرور الوقت، قل عدد المؤشرات اللازمة للتشخيص مما أدى إلى إمكانية تشخيص مرض الأشخاص الذين لديهم أعراض قليلة.
بالإضافة أنه قد تم تسمية أمراض جديدة والتوصية بعلاجها، وهذه الأمراض تشمل «الأمراض تحت الإكلينيكية»، «الأمراض قبل الإكلينيكية»، أو «الأمراض الكاذبة» والتي يتم وصفها بأنها نسخ مبكرة من المرض الذي لم يتم تشخيصه بعد.

### طلب المريض
طلب المريض هو نوع من التشخيص الذاتي، يقوم المرضى بطلب العلاج بغض النظر عما إذا كان العلاج المطلوب لأسباب طبية أم لا. من ضمن الأسباب التي تجعل المرضى يطلبون العلاج هو زيادة إمكانية الحصول على المعلومات الصحية من على الإنترنت، والإعلان المباشر للمستهلك.
تم وصف الشواغل الأخلاقية للفحص تحت هذه الظروف.

### الحيل التي يمارسها الأطباء لتشتيت الانتباه
يستخدم الأطباء الفحص في بعض الأحيان كإيحاء للمرضى الذين يتمنون الحصول على بعض الرعاية. قد يوصي الطبيب بالفحص ليحتال على طلب المريض في الحصول على شفاءٍ سريع في الأوقات التي يكون الفعل الموصى به فقط هو الانتظار. تقترح الأبحاث أن المرضى يشعرون بالرضا عندما يكون علاجهم عالي التكلفة أو يبدو كذلك؛ وذلك لأن المرضى يعتقدون أنه كلما زادت الرعاية التي تحصل عليها كلما كان أفضل، حتى وإن كانت غير ضرورية، على الأقل أن تفعل شيئًا أفضل من ألا تفعل أي شيء.